# Mati (Grecia)
Mati (in greco: Mάτι, "occhio") è un villaggio greco, parte del comune di Maratona, particolarmente noto come località vacanziera.
Nel luglio 2018, Mati è stata quasi completamente distrutta dagli incendi dell'Attica.

## Storia
L'insediamento nacque negli anni '60 per i vacanzieri ateniesi, ed il surplus della popolazione avvenne pochi anni dopo con la fondazione di un club per promuovere gli sport acquatici (1965) e la costruzione di una chiesa (1978) dedicata all'Assunzione della Vergine Maria.
Nel 2018 con vari comuni limitrofi, Mati è stata colpita dagli incendi dell'Attica, che hanno causato in tutto 100 morti e diverse centinaia di feriti.

## Infrastrutture e trasporti
Mati è raggiungibile tramite la strada nazionale 54 (EO54).